# Siheyuan

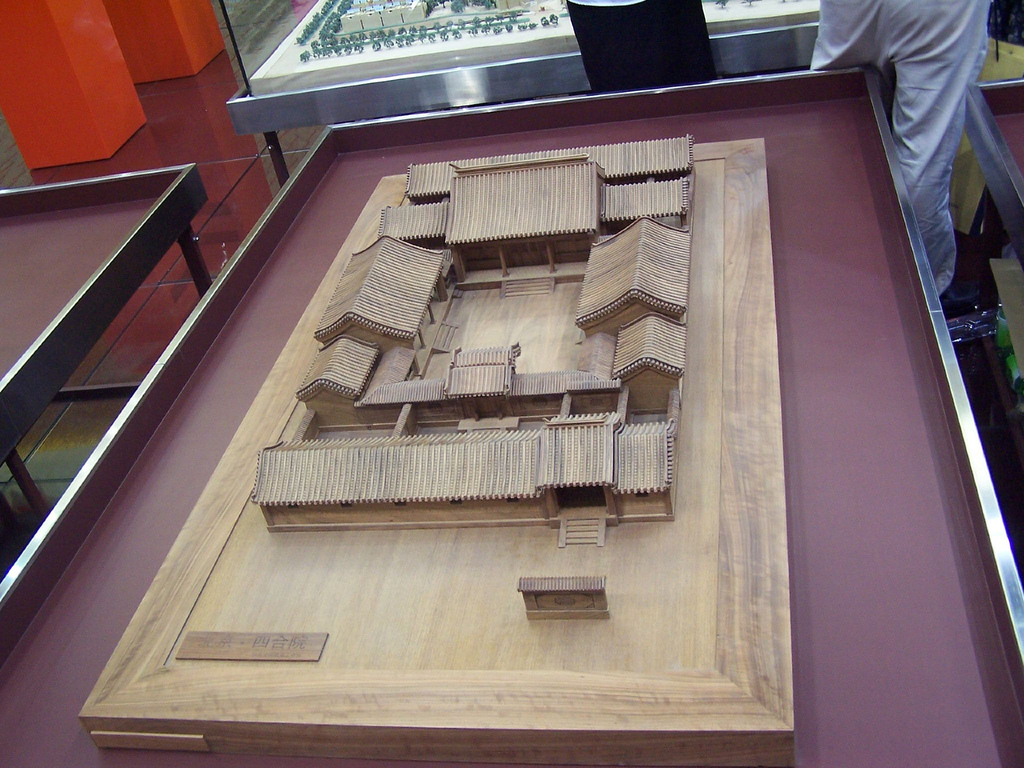
Siheyuan type. Du sud au nord : la porte sur le hutong ; la seconde porte ; le logement des parents à l'ouest, celui des anciens à l'est ; l'espace public et cérémoniel au nord, et derrière, le logement des filles (accessible par celui des parents).

Siheyuan (chinois : 四合院) est le nom donné aux maisons traditionnelles chinoises à cour intérieure.

## À Pékin
À Pékin, la maison à cour carrée apparaît en 1264 durant la dynastie Yuan alors que la ville est en reconstruction après sa dévastation par Gengis Khan. Des alignements de siheyuan, à la porte tournée vers le Sud, le long des ruelles (hutong) constituaient alors le mode d'urbanisation courante à Pékin. Le modèle du Siheyuan  connait un grand succès notamment auprès des mandarins, et son architecture n'a cessé de s'embellir et de se perfectionner jusqu'au XXe siècle. Aujourd'hui, de nombreux quartiers de siheyuan à Pékin sont rasés pour laisser place à la construction de grandes barres d'immeubles malgré la résistance de quelques groupes d'habitants de ces fameux quartiers traditionnels.
Les Siheyuan sont remarquables car ils s'organisent tous selon un même plan : un jardin au centre duquel on plante traditionnellement un jujubier, un sophora ou autre arbre fruitier, et entouré de pièces distribuées et attribuées selon le rang et la hiérarchie au sein de la famille de structure patriarcale.

## Structure
Le Siheyuan est une composition architecturale rectangulaire comportant au moins une cour, le plus souvent carré, en son centre. À part la porte d'entrée principale, décentrée, elle-même suivie d'une deuxième porte à fleurs tombantes, toujours fermée pour protéger l'intimité des habitants, aucune ouverture ne vient percer ces maisons fermées sur l'extérieur, à l'exception éventuelle de petites fenêtres, situées en hauteur pour échapper au regard des passants. Les ouvertures de la maison donnent en fait vers l'intérieur, sur la cour et sont conçues pour capter les rayons du soleil même rasants l'hiver. Cette structure renfermée sur elle-même permet notamment de protéger les résidents des vents violents chargés de sable typiques de la région et marquent une vraie séparation entre intérieur et extérieur. La cour fait office de lien familial et de prétexte au raffinement, c'est pourquoi il est commun de trouver de petits jardins plantés d'arbres fruitiers, de fleurs et autres végétaux à feuillage luxuriant et petits étangs où nagent les carpes, pour les plus grands.

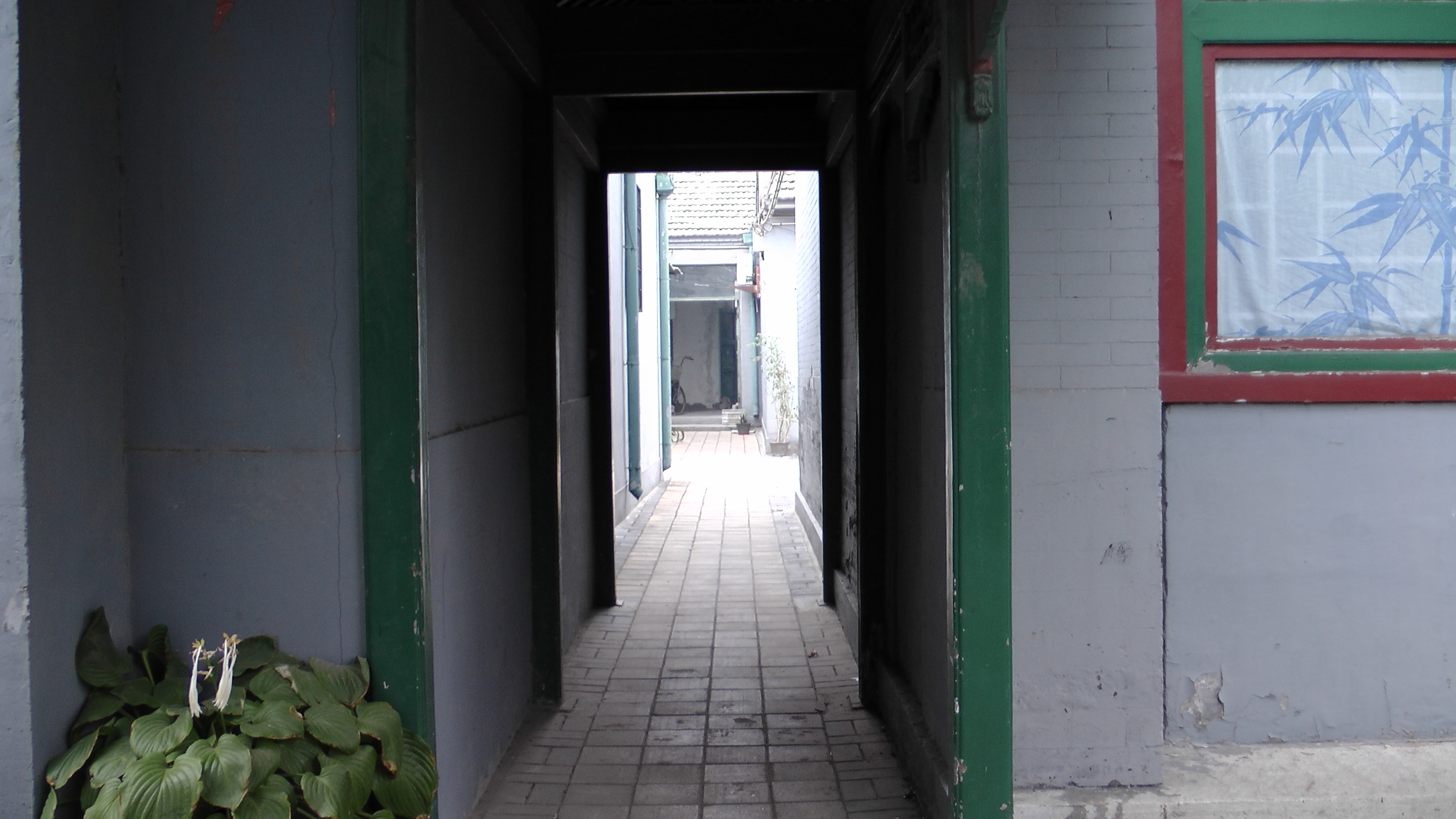
Couloir d'un siheyuan, Pékin, 2012
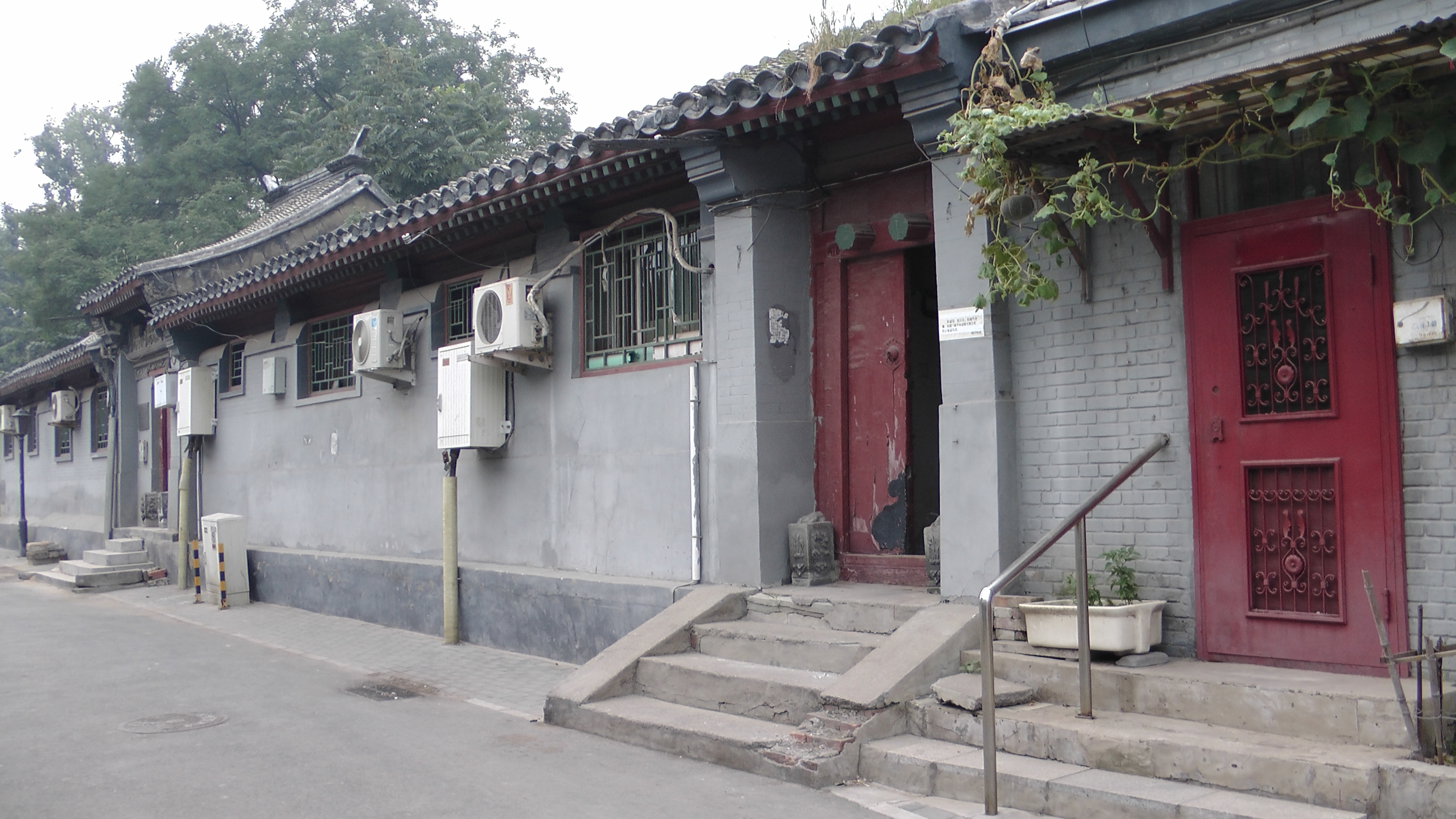
Porte d'entrée d'un siheyuan, Pékin, 2012
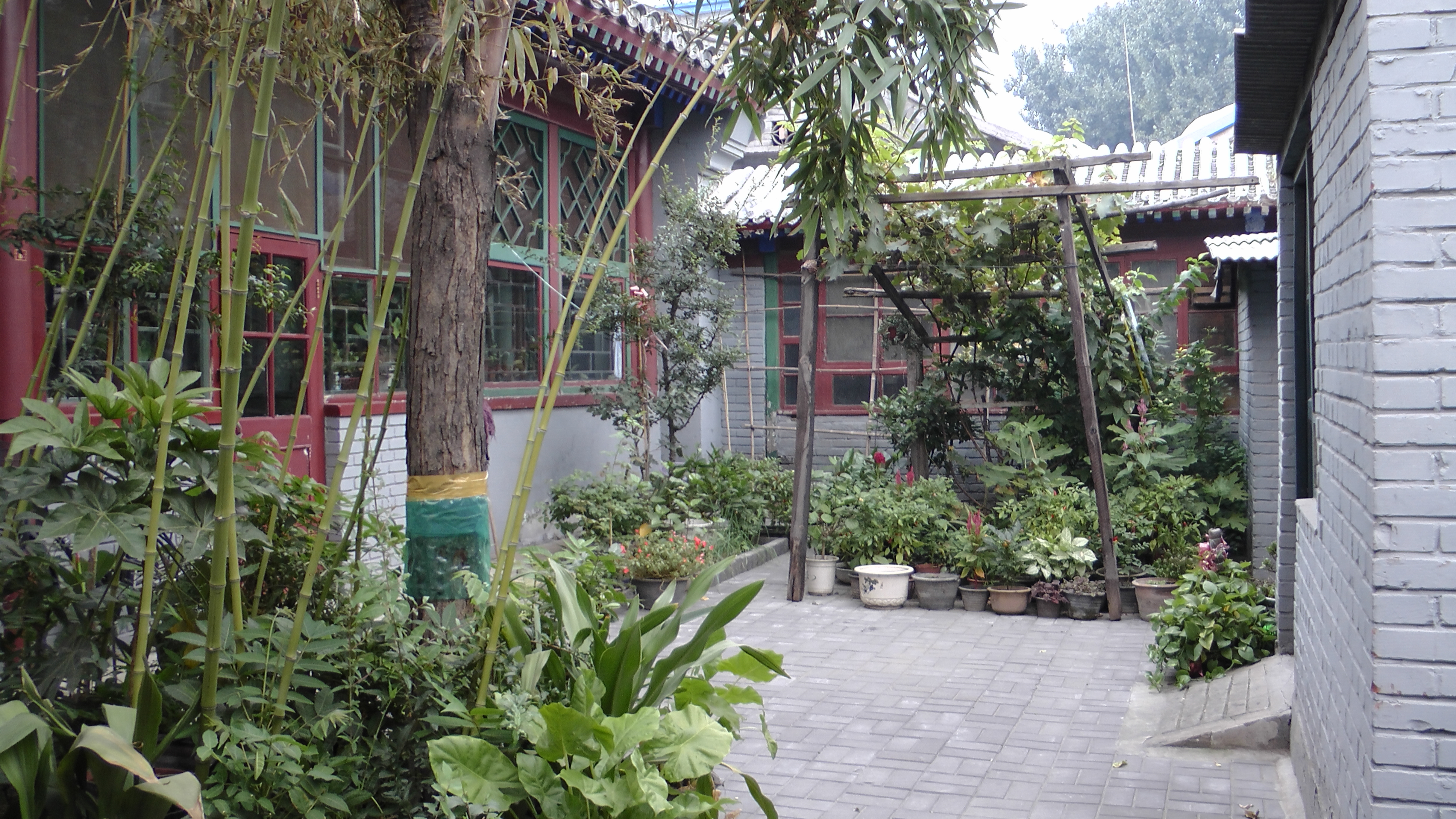
Jardinet à l'intérieur d'un siheyuan, Pékin, 2012
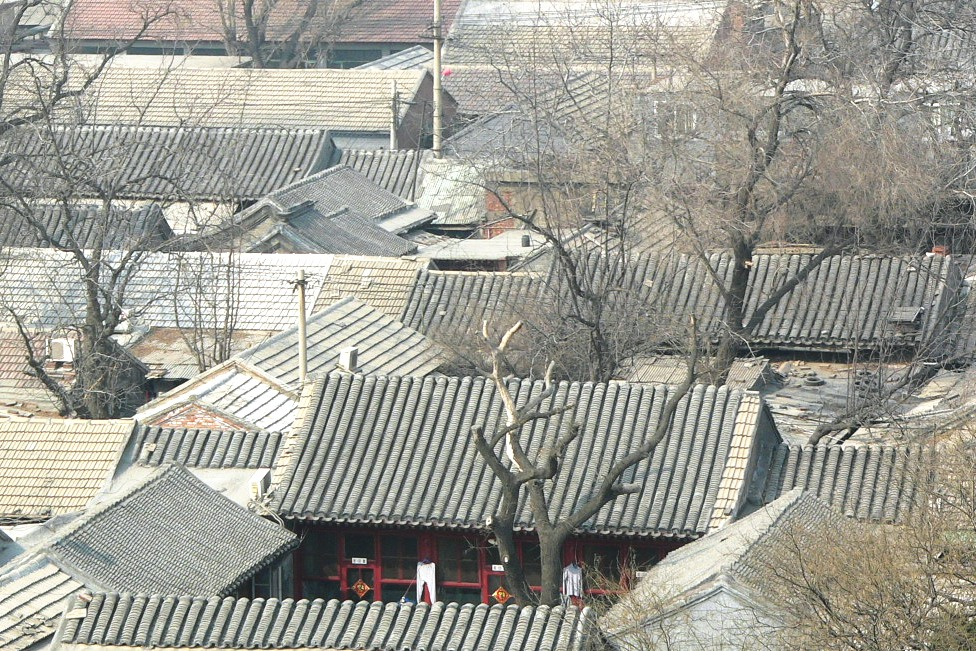
Vue sur cour depuis la Tour de la cloche de Pékin, 2005

## Hiérarchie des pièces
Par ailleurs, la disposition des pièces et leur fonction est assez codifiée. L'environnement culturel Han a adapté l'architecture de ce type d'habitat. Suivant le rang, l'âge ou le degré de parenté, telle ou telle pièce est attribuée aux habitants. Comme pour beaucoup d'aspects en Chine, les quatre points cardinaux revêtent une grande importance dans cette distribution. Ainsi, le bâtiment Nord qui reçoit le plus de lumière et de chaleur grâce à son orientation vers le Sud, constitue le lieu le plus propice à la construction du temple des ancêtres et aux salles de réception. Les grands-parents logent dans l'aile Est, quand les parents logent dans celle de l'Ouest, considérée comme moins agréable mais incarnant le pouvoir dans les représentations chinoises. On retrouve donc un système hiérarchique propre à la culture han. La partie arrière de la maison principale, la plus éloignée de la porte d'entrée, est réservée aux filles, qui étaient autrefois très protégées et qu'aucune personne de l'extérieur ne devait apercevoir. Elles étaient d'autant plus surveillées qu'elles ne pouvaient pas non plus sortir sans passer par la maison principale, ce qui trahit le degré de dépendance dont elles héritaient. Pour finir cette rapide description, afin d'éloigner les fantômes réputés habiter dans la partie sud-ouest, on y installait les commodités, ce qui était censé les empêcher d'accomplir leurs méfaits en raison de l'odeur des toilettes.